# سیارک ۹۹۱۶
سیارک ۹۹۱۶ (به انگلیسی: 9916 Kibirev، نامگذاری:1978TR2) نه هزار و نهصد و شانزدهمین سیارک کشف شده‌است که در ۳ اکتبر ۱۹۷۸ کشف شد.
قدر مطلق سیارک برابر ۱۳٫۰۰ است.